# Utiaritichthys
Utiaritichthys, rod slatkovodnih riba iz porodice Serrasalmidae, red Characiformes. Prva vrsta (U. sennaebragai) i rod otkriveni su 1937. godine na području južnoameričke brazilske države Mato Grosso a dobiva ime po vodopadu Salto de Utiariti, na rijeci Papagayo. Vrstu je otkrio brazilski ihtiolog i herpetolog Miranda-Ribeiro. 
Do danas je otkriveno ukupno tri vrste koje pripadaju rodu Utiaritichthys, to su U. longidorsalis otkrivena 1992. i U. esguiceroi, otkrivena 2014.
Raširene su na lijevim (Orinoco) i desnim (Madeira, Juruena, Tapajós) pritokama Amazone.